# Amite City
Amite City è un comune degli Stati Uniti d'America, capoluogo della parrocchia di Tangipahoa nello Stato della Louisiana.